# Vescomtat de Dijon
El vescomtat de Dijon fou una jurisdicció feudal de Borgonya.
Dijon va passar al rei Robert de França el 1016 i va integrar el comtat dins el ducat de Borgonya governat pel seu fill Enric II de Borgonya; la mort d'Hug, germà gran d'Enric, va convertir aquest en hereu de França. El rei Robert va morir el 1031 i va deixar França a Enric i el ducat de Borgonya al fill segon Robert (conegut com a Robert el Vell) que va obrir una nissaga que es mantindrà fins al 1361. Es van nomenar vescomtes a Dijon dels que alguns són coneguts.
En una carta datada l'1 de març del 1043 subscriuen "Vuidonis militis Divionensis, Vualterii vicecomitis filii predicti Vuidonis, Vuilenci fratris Vualterii". El 1055 una carta de l'abadia de Saint-Etienne de Dijon recorda anteriors donacions del senyor Humbert de Malleio i la seva dona Anna i el seu parent consanguini Guiu, vescomte de Dijon, sota el regnat d'Enric I de França i en presència del duc Robert. El va succeir el seu fill Gautier. Una filla d'aquest es va casar amb Tibald de Beaune, que fou vescomte de Dijon vers el 1100. Va deixar una filla, Llúcia, que es va casar amb Gosbert II Ruf senyor de Châtillon, senescal de Xampanya, que vivia abans de 1126, i va deixar com successor al fill Gosbert III de la Ferté, vescomte de Dijon que va anar a les Croades i està testimoniat fins al 1153, casat amb Gertrudis i pares de dos fills, Erlebald i Joan, que no van succeir potser per haver mort abans. L'herència hauria passat a una germana de nom desconegut (es coneix una germana de nom Matilde però els historiadors consideren que no pot ser aquesta) que fou la mare de Sibil·la, casada amb Eudes de Champlitte, que van heretar el vescomtat. Sibil·la és esmentada fins al 1177 i Eudes de Champlitte almenys fins al 1187, probablement un bastard de Xampanya (fill d'Hugues I de Xampanya i d'Elisabeth de Varais, senyora de Champlitte, filla d'Esteve Cap Interpid comte palatí de Borgonya).
Sibil·la i Eudes van deixar sis fills dels quals el gran, Eudes (II) de Champlitte va recollir la successió; va anar a la Croada el 1200 i va morir a Constantinoble el maig del 1204; es va casar en primeres noces amb Agnes de Mont-Saint-Jean (filla d'Hug de Mont-Saint-jean) i en segones noces amb Emmelina de Broyes, fill d'Hug III de Broyes i de Châteauvillain que després del 1204 es va casar amb Erard III senyor de Chacenay (del que es va divorciar el 1225); de la primera esposa va tenir una filla de nom Odeta que era viva el 1228 i va heretar la senyoria de Champlitte casant-se amb Hug II burgrau de Gant. Com a vescomte de Dijon el va succeir el germà Lluís o el mateix Guillem de Champlitte que després fou el príncep Guillem I d'Acaia (1205-1209), el qual després de conquerir Acaia (1205-1206), el 1208 va marxar a Borgonya per reclamar els seus drets d'herència, deixant el seu nebot Hug de Champlitte com a delegat (batlle) a Acaia i amb Jofré de Villehardouin al front d'una comissió que havia de repartir els feus llatins a Acaia. Guillem va morir pel camí a la Pulla (1209) i el seu nebot Hug el va seguir poc després; a Morea o Acaia l'hauria succeït el seu cosí Robert, que fou apartat per Jofre de Villehardouin que es va fer elegir príncep d'Acaia. Guillem de Champlitte estava casat amb Alais de Montréal, senyora de Meursault, i en segones noces (1196) amb Elisabet de Mont-Saint-Jean, vídua d'Aimó senyor de Marigny conestable de Borgonya, i filla d'Hug de Mont-Saint-Jean, però se'n va divorciar el 1199 (llavors Elisabet es va casar a Bertran de Saudon) i es va casar en terceres noces amb Eustaquia de Courtenay, senyora de Placy-sur-Armancon, vídua de Guillem de Brienne, filla de Pere de França, senyor de Courtenay i d'Elisabet senyora de Courtenay; Eustaquia en quedar vídua de Guillem es va casar a Guillem comte de Sancerre i va morir el 6 d'abril del 1235.
Guillem fou el tronc dels vescomtes de Dijon, senyors de Pontailler, de Chaussin i de Talmay, una de les principals famílies feudals de Borgonya que van governar quatre segles i van donar dos mariscals (comandants en cap) als poderosos exèrcits borgonyons dels temps dels grans ducs Valois: Guiu II de Pontailler, i Guyard o Guiu III, tots dos descendents directes de Guillem.

## Llista de vescomtes
- Guiu, vers 1043
- Gautier
- Una filla casada amb Tinald de Beaune, vers 1100
- Llúcia casada amb Gosbert Ruf de Châtillon abans de 1126
- Gosbert de la Ferté vers 1153
- Una germana casada amb desconegut
- Sibil·la casada amb Eudes (I) de Champlitte vers 1177 i 1187
- Eudes (II) de Champlitte fins a 1204
- Lluís, regent (1200-1204), regent o vescomte 1204-1208
- Guillem de Champlitte (Guillem I) 1204 o 1208-1209
- Guillem II 1209-
- Família de Dijon-Pontailler segles XIII a XVI

## Nota
1. ↑  Lluís apareix de vegades com a germa gran de Guillem i, per tant, vescomte fins a la seva mort vers el 1208 com es diu a William of Champlitte; però altres vegades sembla el germà viu que seguia a Guillem en edat com a  i, per tant, només hauria estat regent; en tot cas va morir sense fills el 1208 i l'herència corresponia a Guillem incloent algunes senyories a Borgonya be com a hereu d'Eudes II o de Lluís